# Panamaische Fußballnationalmannschaft
Die panamaische Fußballnationalmannschaft ist die Fußballnationalmannschaft des zentralamerikanischen Staates Panama.

## Geschichte
Nachdem die panamaische Fußballnationalmannschaft über Jahre hinweg zu den schlechteren Mannschaften des Kontinentalverbandes CONCACAF gezählt hatte, konnte man in den letzten Jahren beachtliche Erfolge erringen. Bis zur erfolgreichen Qualifikation zur Fußball-Weltmeisterschaft 2018 war es der Mannschaft zwar nicht gelungen, sich für eine Fußball-Weltmeisterschaft zu qualifizieren, jedoch hatte Panama schon bei der Qualifikation zur WM 2006 die abschließende Qualifikationsrunde erreicht. Beim CONCACAF Gold Cup erzielte die Mannschaft im Jahr 2005 den 2. Platz, sie hatte sich im Finale der US-Fußballnationalmannschaft erst nach Elfmeterschießen geschlagen geben müssen.
Im Rahmen der Qualifikation zur Fußball-Weltmeisterschaft 2010 in Südafrika traf das Team in der zweiten Runde der CONCACAF-Zone auf El Salvador. Nachdem das Hinspiel mit 1:0 für Panama geendet hatte, ging das Rückspiel mit 1:3 verloren und Panama schied aus. Im Rahmen der Qualifikation zur Fußball-Weltmeisterschaft 2014 konnte sich die Mannschaft bis in die vierte Runde vorarbeiten. Dort schied sie allerdings knapp nach einer Niederlage gegen die USA aus.
Die Mannschaft belegte in der offiziellen FIFA-Weltrangliste mit dem 38. Rang ihre bisher beste Platzierung im April 2013.
Am 9. Januar 2016 qualifizierte sich Panama durch ein 4:0 gegen Kuba für die Copa América Centenario 2016.
Am 10. Oktober 2017 gelang der Nationalmannschaft erstmals die direkte Qualifikation für eine Fußball-Weltmeisterschaft. Die Mannschaft profitierte dabei von der 1:2-Niederlage der USA gegen Trinidad und Tobago.
Infolge der wirtschaftlichen Probleme für den Fußballverband durch die COVID-19-Pandemie wurde Américo Gallego als Nationaltrainer am 14. April 2020 entlassen. Als sein Nachfolger wurde Mitte Juli 2020 bis zum Abschluss der Qualifikation zur Fußball-Weltmeisterschaft 2022 Thomas Christiansen verpflichtet.

## Turniere

### Weltmeisterschaft
- 1930 bis 1974 – nicht teilgenommen
- 1978 bis 2014 – nicht qualifiziert
- 2018 – Vorrunde
- 2022 – nicht qualifiziert

### CONCACAF-Meisterschaft

#### CONCACAF-Nations-Cup
In den Jahren vor Weltmeisterschaften diente das Turnier gleichzeitig als WM-Qualifikation.
- 1963: Vorrunde
- 1965: nicht teilgenommen
- 1967: nicht qualifiziert
- 1969 bis 1973: nicht teilgenommen
- 1977 bis 1989: nicht qualifiziert

#### CONCACAF Gold Cup
- 1991 – nicht teilgenommen
- 1993 – Vorrunde
- 1996 und 1998 – nicht qualifiziert
- 2000 – nicht teilgenommen
- 2002 und 2003 – nicht qualifiziert
- 2005 – 2. Platz
- 2007 – Viertelfinale
- 2009 – Viertelfinale
- 2011 – Halbfinale
- 2013 – 2. Platz
- 2015 – 3. Platz
- 2017 – Viertelfinale
- 2019 – Viertelfinale
- 2021 – Vorrunde
- 2023 – 2. Platz
- 2025 – Viertelfinale

#### CONCACAF Nations League
- 2019–21: 2. Platz Liga A2
- 2022/23: Finalrunde, 4. Platz
- 2023/24: Finalrunde, 4. Platz
- 2024/25: Finale, 2. Platz

### Copa América
Nationalmannschaften der CONCACAF nehmen regelmäßig als Gastmannschaften an der Copa América, dem Kontinental-Turnier der CONMEBOL, teil. Für das Turnier im Jahr 2024 hat sich die panamaische Nationalmannschaft zum zweiten Mal nach 2016 qualifiziert.
- 2016 – Vorrunde
- 2024 – Viertelfinale

### Zentralamerika-Meisterschaft

#### UNCAF Nations Cup
Der UNCAF Nations Cup war die Zentralamerika-Meisterschaft, die 1991 erstmals ausgetragen wurde.
- 1991 – nicht teilgenommen
- 1993 – 3. Platz
- 1995 – Vorrunde
- 1997 – Vorrunde
- 1999 – nicht teilgenommen
- 2001 – 4. Platz
- 2003 – 5. Platz
- 2005 – 4. Platz
- 2007 – 2. Platz
- 2009 – Sieger

#### Copa Centroamericana
Die Copa Centroamericana war das Nachfolgeturnier des UNCAF Nations Cups. Sie wurde nach 2017 eingestellt.
- 2011 – 3. Platz
- 2013 – 5. Platz
- 2014 – 3. Platz
- 2017 – 2. Platz

## Rekordspieler
(Stand: 28. Juni 2025)
| Rekordspieler | Rekordspieler         | Rekordspieler | Rekordspieler | Rekordspieler |
| Spiele        | Spieler               | Position      | Zeitraum      | Tore          |
| ------------- | --------------------- | ------------- | ------------- | ------------- |
| 151 (144)     | Aníbal Godoy          | Mittelfeld    | 2010–         | 4             |
| 148 (144)     | Gabriel Gómez         | Mittelfeld    | 2003–2018     | 12 (11)       |
| 138 (133)     | Alberto Quintero      | Mittelfeld    | 2007–         | 7             |
| 137 (134)     | Jaime Penedo          | Tor           | 2003–2018     | 0             |
| 123 (121)     | Armando Cooper        | Mittelfeld    | 2006–2022     | 9             |
| 123 (120)     | Blas Pérez            | Angriff       | 2001–2018     | 42 (43)       |
| 120 (118)     | Román Torres          | Abwehr        | 2005–2018     | 10            |
| 108 (106)     | Luis Tejada           | Angriff       | 2001–2018     | 43            |
| 105 (101)     | Gabriel Torres        | Angriff       | 2005–         | 24 (21)       |
| 103 (101)     | Felipe Baloy          | Abwehr        | 2001–2018     | 4             |
| 098 (94)      | Éric Davis            | Abwehr        | 2010–         | 7             |
| 095 (91)      | Edgar Bárcenas        | Angriff       | 2016–         | 9             |
| 094 (92)      | Hárold Cummings       | Abwehr        | 2010–         | 1             |
| 093 (92)      | Adolfo Abdiel Machado | Abwehr        | 2008–2021     | 2             |
| 092 (91)      | Luis Henríquez        | Abwehr        | 2003–2016     | 2             |

Quelle: Panama – Record International Players
1. ↑  Inkl. Spiele und Tore gegen Französisch-Guyana, Guadeloupe, Martinique, Saint Martin und Sint Maarten, die zwar Mitglied der CONCACAF, aber nicht Mitglied der FIFA sind und daher von der FIFA nicht berücksichtigt werden. (Von der FIFA anerkannte Spiele und Tore in Klammern, wenn abweichend.)

## Spiele gegen deutschsprachige Länder
|    | Datum      | Ort    | Heimmannschaft | Resultat | Gastmannschaft |
| -- | ---------- | ------ | -------------- | -------- | -------------- |
| 1. | 27.03.2018 | Luzern | Schweiz        | 6:0      | Panama         |

Bisher gab es keine Länderspiele gegen Deutschland, Österreich und Liechtenstein.

## Spieler
- Rommel Fernández (1984–1992)

## Trainer
- Mihai Stoichiță (2001)
- Alexandre Guimarães (2006–2008)
- Hernán Darío Gómez (2014–2018)
- Julio César Dely Valdés (2019)
- Américo Gallego (2019–2020)
- Thomas Christiansen (2020–)